# Edu Marangon
Carlos Eduardo Marangon, mais conhecido como Edu ou Edu Marangon (São Paulo, 15 de fevereiro de 1963), é um ex-treinador e ex-futebolista brasileiro que atuava como meio-campista.

## Carreira

### Jogador
De origem italiana, o “Boy da Mooca” como era conhecido, se destacava pela qualidade nas cobranças de falta e foi a grande sensação da Copa São Paulo de Juniores de 1983. Com isso, passou a treinar entre os profissionais da Portuguesa de Desportos, estreando no ano seguinte. Foi um dos maiores meias da história da Lusa e peça fundamental no vice-campeonato paulista de 1985.
O habilidoso armador chegou a ser convocado pela Seleção Brasileira, com a qual foi campeão do torneio Pré-Olímpico Sul-Americano e dos Jogos Pan-Americanos, em 1987.
Contratado por cerca de 2 milhões de dólares, ao lado de Müller e Haris Skoro, formava o trio de estrangeiros do Torino para a disputa da Serie A 1988-89. O rebaixamento e o desempenho negativo de Edu fizeram com que deixasse o clube, onde jogou 27 partidas e anotou 3 gols.
Pelo Porto de Portugal foi campeão português em 1990, mas foi muito pouco utilizado.
Foi contratado pelo Flamengo, onde disputou 15 partidas chegando como um provável substituto para Zico, o que não se confirmou, apesar da qualidade de seu futebol. Com a camisa do clube, Marangon fez parte do elenco campeão da Copa do Brasil de 1990.
Chegou a ser convocado por Carlos Alberto Silva para a Seleção Brasileira, mas uma grave contusão no joelho abreviou sua saga com a amarelinha.  
Aventurou-se no Japão, onde chegou em janeiro de 1993 e defendeu o Yokohama Flugels por três temporadas. Na primeira, marcou 18 gols e na segunda faturou a Copa do Imperador.
Em 1995-96, jogou no Uruguai, defendendo o Nacional.
Já em fim de carreira, voltou ao Brasil para atuar por Coritiba, Inter de Limeira e Bragantino e em 1997, se aposentou dos gramados.

### Fora dos campos
Em 2000, dirigiu o Rio Branco de Americana.
Em 2002, comandou a Portuguesa.
Em 2006, foi treinador da Portuguesa Santista na reta final do Campeonato Estadual.
No fim de 2012, tornou-se diretor de futebol da Portuguesa Santista. Se afastou do cargo em agosto de 2013.

## Títulos

### Como jogador
Seleção Brasileira
- Torneio Pré-Olímpico Sul-Americano Sub-23: 1987
- Jogos Pan-Americanos: 1987
- Taça Stanley Rous: 1987

Portuguesa
- Taça Mário Soares: 1987

Flamengo
- Copa do Brasil: 1990
- Torneio de Verão de Nova Friburgo: 1990
- Copa Marlboro: 1990
- Copa Sharp: 1990

Futebol Clube do Porto
- Campeonato Português: 1989–90
- Supertaça de Portugal: 1990

Yokohama Flügels
- Copa do Imperador: 1993

Inter de Limeira-SP
- Campeonato Paulista de Futebol - Série A2: 1996

### Como treinador
Portuguesa-SP
- Copa São Paulo de Futebol Júnior: 2002